# Petkiv, Talalaiivka
Petkiv (în ucraineană Петьків) este un sat în comuna Reabuhî din raionul Talalaiivka, regiunea Cernihiv, Ucraina.

## Demografie
Componența lingvistică a localității Petkiv
     Ucraineană (92,16%)
     Rusă (7,84%)
Conform recensământului din 2001, majoritatea populației localității Petkiv era vorbitoare de ucraineană (92,16%), existând în minoritate și vorbitori de rusă (7,84%).